# قصر برلين
قصر برلين (بالألمانية: Berliner Schloss or Stadtschloss) ويسمى أيضاً بقصر المدينة يتواجد في جزيرة المتاحف في شلوسبلاتر مقابل حديقة لوستغارتن، بني في سنة 1443 وكان قد أصبح مقراً لحكام براندنبورغ وملوك بروسيا والأباطرة الألمان. وكان قد وصل إلى أبهى أشكاله في سنة 1845، وقد شارك في تصميمه المعماري أندرياس شلوتر وكارل شينكل، هدم في سنة 1945 نتيجة القصف السوفيتي على برلين أثناء الحرب العالمية الثانية وثم قررت حكومة ألمانيا الشرقية هدم بقاياه في عقد 1950. في سنة 2013 بدأت الحكومة الألمانية المباشرة بإعادة بنائه على نفس تصميمه القديم، ومن المقرر الانتهاء من أعمال إنشائه في سنة 2020.

## أعلام
- فريدرخ فيلهلم